# 法明頓 (緬因州普查規定居民點)
法明頓（英語：Farmington）是位於美國緬因州富蘭克林縣的一個普查規定居民點。

## 人口
根據2020年美國人口普查的數據，法明頓的面積為10.45平方千米，當中陸地面積為10.42平方千米，而水域面積為0.03平方千米。當地共有人口4168人，而人口密度為每平方千米398.85人。